# Comando Geral dos Trabalhadores

Material do CGT e da Confederação Nacional dos Trabalhadores na Indústria (CNTI)

O Comando Geral dos Trabalhadores (CGT) foi uma organização intersindical brasileira, cujo objetivo era orientar, dirigir e coordenar o movimento sindical no Brasil. Foi criado em São Paulo, em agosto de 1962, durante o IV Congresso Sindical Nacional dos Trabalhadores, e reunia vários sindicatos, federações e confederações. No entanto, nunca foi reconhecido pelo Ministério do Trabalho e acabou sendo desarticulado por ocasião do golpe militar de 1964.

## Antecedentes
Em meados da década de 1940 foi criado o Movimento Unificador dos Trabalhadores (MUT) sob a liderança do PCB, que se desenvolveu durante a preparação do congresso sindical dos trabalhadores do Brasil. Nesse congresso destacaram-se duas correntes do movimento sindical: uma era ligada ao Ministério do Trabalho, chamada “ministerialista”; a outra, ligada à Confederação dos Trabalhadores do Brasil (CTB) e ao PCB. A conjuntura político-econômica, era extremamente favorável à manifestação de reivindicações trabalhistas. No entanto, a luta pelo controle e domínio do movimento sindical brasileiro suscitou divergências entre os trabalhadores.
O Comando Geral dos Trabalhadores surgiu nos anos 1960, numa conjuntura de grande instabilidade política e social no Brasil, marcada por ampla mobilização popular em torno de propostas de reformas políticas e econômicas.